# Hauhet
Hauhet – prabóstwo egipskie uosabiające nieskończoność, przedstawiane w postaci węża. Razem ze swoją męską formą Huh tworzyła jedną z par hermopolitańskiej Ogdoady.